# Jean-Christophe Derrien
Jean-Christophe Derrien, né le 18 juillet 1971, est un scénariste de bande dessinée français.

## Œuvre

### Albums
- Le Continent premier - Au-delà des montagnes, scénario de Jean-Christophe Derrien, dessins de Thierry Démarez, Soleil Productions, collection Captain Prod, 2002  (ISBN 2-84565-290-9)
- Incantations, scénario de Jean-Christophe Derrien, dessins de Simon Van Liemt, Glénat, collection Grafica
  1. Louise, 2003  (ISBN 2-7234-3762-0)
  2. Andrew, 2005  (ISBN 2-7234-4432-5)
  3. Dominic, 2007  (ISBN 978-2-7234-5331-8)
- Miss Endicott, scénario de Jean-Christophe Derrien, dessins de Xavier Fourquemin, Le Lombard, collection Signé
  1. Tome 1, 2007  (ISBN 978-2-8036-2239-9)
  2. Tome 2, 2007  (ISBN 978-2-8036-2328-0)
- Poker, scénario de Jean-Christophe Derrien, dessins de Simon Van Liemt, Le Lombard
  1. Short stack, 2009  (ISBN 978-2-8036-2597-0)
  2. Dead money, 2011  (ISBN 978-2-8036-2769-1)
  3. Viva Las Vegas, 2012  (ISBN 978-2-8036-3043-1)
- R.I.P. Limited - Jumeaux parfaits, scénario de Jean-Christophe Derrien, dessins de Gihef, Nucléa, 2003  (ISBN 2-914235-54-2)
- Résistances, scénario de Jean-Christophe Derrien, dessins de Claude Plumail, Le Lombard
  1. L'Appel, 2010  (ISBN 978-2-8036-2653-3)
  2. Le Vent mauvais, 2011  (ISBN 978-2-8036-2802-5)
  3. Marianne, 2012  (ISBN 978-2-8036-3089-9)
  4. Le prix du sang et des larmes, 2014  (ISBN 978-2-8036-3293-0)[1]
- Time Twins, scénario de Jean-Christophe Derrien, dessins de Fred Vignaux, Le Lombard
  1. 15/02/29, 2007  (ISBN 978-2-8036-2266-5)
  2. 22/08/79, 2008  (ISBN 978-2-8036-2403-4)
  3. 06/07/09, 2009  (ISBN 978-2-8036-2530-7)
- Vacances virtuelles, scénario de Jean-Christophe Derrien, dessins de Saïd Sassine, Bamboo, collection Angle Fantasy
  1. Nos clients les tyrans, 2004  (ISBN 2-915309-30-2)
  2. Bon anniversaire, Preston Snoop !, 2005  (ISBN 2-915309-97-3)
- Vivre libre ou mourir, scénario de Jean-Christophe Derrien, dessins de Hugues Labiano, Claude Plumail, Olivier Grenson, Béatrice Tillier, Olivier Brazao, Nicolas Delestret, Raphaël Drommelschlager et Mara, Le Lombard, 2011  (ISBN 978-2-8036-2935-0)[2]
- 1984, adaptation par Jean-Christophe Derrien (scénario) et Rémi Torregrossa (dessin et couleurs), aux éditions Soleil, 2021  (ISBN 9782302080355)[3]